# Xicatrice
Xicatrice (シカトリス?) è un videogioco di ruolo del 2023 sviluppato e pubblicato da Nippon Ichi Software per PlayStation 4, PlayStation 5 e Nintendo Switch.

## Trama
Xicatrice è ambientato in un 2023 alternativo in cui gli umani hanno acquisito superpoteri. Il protagonista, Renshi Kamiya, è un insegnante che ha perso i propri poteri.

## Modalità di gioco
Xicatrice combina elementi di un simulatore di vita con meccaniche a turni. Il titolo prevede quattro difficoltà di gioco.

## Sviluppo
Il nome Xicatrice deriva dalla parola cicatrice. Il 15 giugno 2023 è stata distribuita una demo del gioco.

## Accoglienza
La rivista Famitsū ha valutato Xicatrice con il punteggio 29/40.